# Římská republika (1849)
Římská republika (italsky Repubblica Romana) byl mezinárodně neuznávaný politický útvar, který existoval na území Papežského státu od 9. února do 2. července 1849.

## Historie
Během „jara národů“, revolučního roku 1848, rostlo volání po sjednocení Itálie a množily se revoluční akty. 15. listopadu 1848 byl zavražděn papežský ministr spravedlnosti Pellegrino Rossi, ulice Říma ovládli liberálové a papež Pius IX. opustil město v přestrojení za kněze a usadil se v Gaetě. Oficiální vláda se rozpadla a 29. listopadu se zformovala na papeži nezávislá rada Costituente Romana, jež se rozhodla vyhlásit na 21. ledna 1849 všeobecné přímé volby (voliči byli všichni muži nad 21 let). Voleb se ve všech regionech Papežského státu účastnilo přes 50 % oprávněných voličů a vzhledem k tomu, že papež přísně zakázal katolíkům účast, mezi zvolenými jasně převládli republikáni. Zvolené Ústavodárné shromáždění se sešlo 8. února a brzy ráno následujícího dne vyhlásilo republiku. V březnu byl ustaven triumvirát (kolektivní hlava státu), který se pak ustálil ve složení Carlo Armellini, Giuseppe Mazzini a Aurelio Saffi.

Emblém republiky

Římská republika provedla řadu liberálních a humanitárních reforem, byla však ekonomicky slabá, trpěla vysokou inflací a navíc čelila vnějším hrozbám. Papež totiž proti ní svolával na pomoc panovníky katolických států. Výzvu vyslyšel francouzský prezident Ludvík-Napoleon Bonaparte, budoucí Napoleon III., který koncem dubna poslal asi 10 000 vojáků, jejichž velitelem byl generál Charles Oudinot; další asi 4000 vojáků dodali Španělé. Francouzi očekávali rychlý úspěch, narazili však na silný odpor, vedený charismatickým Giuseppem Garibaldim, takže byli schopni zahájit obléhání Říma až 1. června a teprve 29. června bylo zřejmé, že Řím padne. 1. července bylo dojednáno příměří a Garibaldiho armáda se stáhla do neutrálního San Marina. Následujícího dne byla opět formálně obnovena papežova vláda nad městem, podporovaná nadále francouzskou vojenskou přítomností až do zániku Papežského státu roku 1870.